# Pausânias (geógrafo)
Pausânias (Lídia, c. 110 – 180) foi um geógrafo e viajante grego, autor da Descrição da Grécia (em grego clássico: Ελλάδος περιήγησις), obra que presta um importante contributo para o conhecimento da Grécia Antiga, graças às suas descrições de localidades da Grécia central e do Peloponeso.
Não se sabe onde Pausânias nasceu. Julga-se que foi numa cidade perto do monte Sipilo, na Lídia (território actualmente pertencente à Turquia). Antes de visitar a Grécia, Pausânias viajou pela Ásia Menor, Síria, Palestina, Macedônia e por partes da península Itálica.

## Descrição da Grécia
A Descrição da Grécia, também conhecida em português como Viagem à Roda da Grécia ou Itinerário da Grécia é composta por dez livros. A obra teria sido escrita entre 160 e 176, sendo dirigida ao público da Grécia Antiga. O conteúdo da obra baseia-se em observações próprias do autor e na coleta de informações presentes em obras de outros autores. 

### Conteúdo da obra
- Tomo I - Ática
- Tomo 2 - Argólida
- Tomo 3 - Lacônia
- Tomo 4 - Messênia
- Tomo 5 e 6 - Élida
- Tomo 7 - Acaia
- Tomo 8 - Arcádia
- Tomo 9 - Beócia
- Tomo 10 - Fócida